# Alchemilla cleistophylla
Alchemilla cleistophylla é uma espécie de rosácea do gênero Alchemilla, pertencente à família Rosaceae.